# Godegisil
|  | No s'ha de confondre amb Godigisel. |

Godegisil o Godegisel fou un rei dels burgundis, quart i més petit fill de Gondioc. El seu pare el va designar hereu el 463. Llavors el poder efectiu va quedar fins a la mort en mans de l'oncle Khilperic I de Burgúndia i no és clar si els nebots ja tenien el títol reial o només eren hereus a l'espera de la mort de l'oncle. Khilperic I governà inicialment amb un germà, Gondió, però des de 473 va quedar sol. Els quatre nebots van començar a preparar la successió i Gundemar I i Khilperic II es van aliar contra Gundebald. Godegisil va restar neutral. Gundebald va sortir triomfant del conflicte i el 476 va ocupar la capital del regne, Viena del Delfinat. Mort Khilperic I (eliminat el 476 o desaparegut de mort natural abans del 480) Godesigil va poder assolir el tron conjuntament amb Gundebald. Es va procedir probablement a un repartiment del territori i Godegisil va rebre la part nord amb Besançon, Langres, Chalon sur Saône, Autun, Ginebra i el Valais. Gundebald es va quedar amb la part sud. Godegisil va establir la capital a Ginebra.
Era arrià i es va casar amb Teodolinda, catòlica, que li va donar dos fills. El 500 es va aliar a Clodoveu I contra son germà Gundebald a la batalla de Dijon, induït per la seva dona Clotilde de Borgonya, que volia venjar el seu pare Khilperic II de Burgúndia, esperant esdevenir únic rei dels burgundis, i hauria conquerit Viena del Delfinat la capital del seu germà. Però fou finalment derrotat i mort pel seu rival quan aquest va atacar la capital en 502. L'esposa, Teodolinda, fou ofegada, i els dos fills de Godegisil, foren decapitats; només dues netes del rei derrotat, Gunteuca (o Gondioca) i Seledeubeuda es van lliurar de la matança i la primera fou esposa de Clodomir I.